# エリック・ガン
エリック・ガン（Eric Gan、1963年9月6日 - ）は、実業家である。ソフトバンク取締役専務執行役員。

## 経歴
- 1963年9月6日生[ エリック・ガン　イー・モバイル【新社長2007年度]。
- 1987年 - 英ロンドン大学インペリアル・カレッジ・ロンドン卒業。
- 1988年 - 岡三インターナショナル入社。
- 1990年 - クラインオート・ベンソン証券会社入社。
- 1993年10月 - ゴールドマン・サックス証券会社入社、ヴァイス・プレジデントを務め。
- 1999年11月 - 同社マネージング・ディレクターを務める。
- 2000年1月 - イー・アクセス株式会社代表取締役に就任。
- 2003年2月 - イー・アクセス株式会社代表取締役兼CFOに就任。
- 2005年1月 - イー・アクセス株式会社代表取締役副社長兼CFOに就任。
- 2005年1月 - イー・モバイル株式会社代表取締役に就任。
- 2005年6月 - イー・モバイル株式会社代表取締役副社長兼CFOに就任。
- 2007年5月 - イー・モバイル株式会社代表取締役社長兼COOに就任。
- 2007年6月 - イー・アクセス株式会社取締役に就任。
- 2014年4月1日 - ソフトバンク常務執行役員（投資企画統括担当）兼務。
- 2014年6月1日 - イー・アクセス株式会社と株式会社ウィルコムが合併しワイモバイル株式会社に社名変更。ワイモバイル代表取締役社長となる[1][2]。
- 2014年11月1日 - ソフトバンクモバイル取締役専務執行役員戦略担当兼務。ソフトバンク常務執行役員を退任。
- 2015年4月 - ソフトバンクモバイル取締役専務執行役員事業開発統括兼ワイモバイル事業担当[3]。
- 2023年4月- Cybereason Inc. CEO